# Ptygura stygis
Ptygura stygis är en hjuldjursart som först beskrevs av Gosse 1886.  Ptygura stygis ingår i släktet Ptygura och familjen Flosculariidae. Inga underarter finns listade i Catalogue of Life.